# Messieurs les ronds-de-cuir (film, 1959)
Pour les articles homonymes, voir Messieurs les ronds-de-cuir (homonymie).
Pour plus de détails, voir Fiche technique et Distribution.
Messieurs les ronds-de-cuir est un film français d'Henri Diamant-Berger sorti en 1959, d'après le roman homonyme de Georges Courteline.

## Synopsis
Le ministère des dons et legs est particulièrement farfelu, y compris Lahrier, absentéiste fervent et chansonnier à ses moments perdus.

## Fiche technique
- Réalisation : Henri Diamant-Berger
- Scénario : Henri Diamant-Berger, d'après le roman homonyme de Georges Courteline (publié en 1893)
- Assistant réalisateur : Ginette Diamant-Berger
- Photographie : André Germain
- Opérateur : Michel Bouyer
- Décors : Roger Briaucourt
- Son : Jacques Carrère
- Montage : Françoise Diot
- Régisseur général : Margot Capelier
- Ensemblier : Pierre Charron
- Maquillage : Boris Karabanoff
- Script : Sophie Becker
- Musique : Francis Lopez, direction musicale : Paul Bonneau, éditions Francis Lopez
- Lyrics : Raymond Vincy
- Photographe de plateau : André-Jacques Manson
- Tournage du 11 décembre 1958 au 17 janvier 1959 à Paris-Studios-Cinéma de Billancourt
- Directeur de production : Ludmilla Goulian
- Production : Le Film d'Art, Cinélor, Discifilm
- Distribution : Discifilm
- Laboratoire Eclair
- Westrex recording system
- Pays :  France
- Format :  Noir et blanc - 35 mm - Son mono
- Genre : Comédie
- Durée : 85 minutes
- Date de sortie : 
  - France - 1er juillet 1959

## Distribution
- Noël-Noël : M. de la Hourmerie, le chef de bureau des dons et legs
- Pierre Brasseur : M. Nègre, le directeur des dons et legs
- Michel Serrault : le conservateur du musée de Vallembrais / Son petit-fils
- Lucien Baroux : le père Soupe, l'expéditionnaire près de la retraite
- Pauline Carton : la vieille Ida Médard, la concierge (en 1958)
- Jean Poiret : René Lahrier, l'expéditionnaire souvent absent
- Mathilde Casadesus : Mme Nègre, la femme du directeur
- Philippe Clay : Letondu, l'expéditionnaire « fou »
- Micheline Dax : Gaby, la chanteuse, petite amie de Lahrier
- Jane Sourza : Mme Buchon, la directrice des dons et legs (en 1958)
- Jean Richard: Boudin, le concierge
- Pierre Doris : Léonce, une vedette éméchée du cabaret « Le Chat noir »
- Jean Parédès : Gorguchon, l'expéditionnaire « chapelier »
- Christiane d'Andrieux : Ida, la fille du concierge
- Jean Bellanger : le fumiste dans les couloirs de l'immeuble
- Robert Burnier : Rodolphe Salis, le directeur du cabaret « Le Chat noir »
- Paul Demange : Ovide, le secrétaire du chef de bureau
- Jacques Grello : Chavarax, l'expéditionnaire amateur d'escrime
- Bernard Lavalette : Van Der Hogen, le sous-chef de bureau
- Paul Villé : Maréchal, le secrétaire du directeur
- Charles Bayard : un spectateur au cabaret du « Chat noir »
- Christian Brocard : un joueur de cartes
- Henri Coutet : un joueur de cartes
- Noël Darzal
- Hubert Deschamps : le curé dans le train
- Denise Kerny : Georgette, la secrétaire de la directrice (en 1958)
- Charles Lemontier : un joueur de cartes
- Madeleine Suffel : Mme de La Houmerie, la femme du chef de bureau
- Louisette Rousseau : la dame du train
- Pierre Mirat : un joueur de cartes
- Bernard Musson : un joueur de cartes
- Marc Arian : un « extra » lors de la réception (en 1958)